# Tom Keating
Thomas Patrick Keating, nacido en Forest Hill (1 de marzo de 1917 - 12 de febrero de 1984) fue un restaurador de arte inglés y falsificador de arte famoso que afirmó haber falsificado más de 2,000 pinturas de más de 100 artistas diferentes. El total estimado de las ganancias de sus falsificaciones asciende a más de 10 millones de dólares en valor actual.

## Biografía
Keating nació en Lewisham, Londres, en una familia pobre. Su padre trabajaba como pintor de casas y apenas ganaba lo suficiente para alimentar a la familia. A la edad de catorce años, Keating fue rechazado del St. Dunstan's College en Londres. Como su padre apenas llegaba a fin de mes, Keating comenzó a trabajar a una edad temprana. Trabajó como repartidor, como padre de familia, como ascensorista y como botones, antes de comenzar a trabajar para el negocio familiar como pintor de casas. Luego se alistó en la Segunda Guerra Mundial. Después de la Segunda Guerra Mundial, fue admitido en el programa de arte en el Goldsmith's College de la Universidad de Londres. Sin embargo, no recibió un diploma, ya que se retiró después de solo dos años. En sus clases universitarias, su técnica de pintura fue elogiada, mientras que su originalidad fue considerada insuficiente. Durante los dos años de Keating en el Goldsmith's College, trabajó en trabajos paralelos para restauradores de arte. Incluso trabajó para los venerados hermanos Hahn en Mayfair. Utilizando las habilidades que aprendió a través de estos trabajos, comenzó a restaurar las pinturas para ganarse la vida (aunque también tuvo que seguir trabajando como pintor de casas para ganarse la vida). Expuso sus propias pinturas, pero no logró entrar en el mercado del arte. Para probar ser tan bueno como sus héroes, Keating comenzó a pintar al estilo de ellos, especialmente Samuel Palmer. 
En 1963, conoció a Jane Kelly, quien se convertiría en su amante y compañera en la difusión y venta de sus falsificaciones. Sin embargo, se separaron muchos años antes de ser juzgados por las falsificaciones. 
Más tarde se casó con su esposa, Hellen, de quien también se separó en sus últimos años. Tenían un hijo llamado Douglas. 
Keating estudió en la National Gallery y la Tate de Londres. 
Después de abandonar la universidad, Keating fue contratado por un restaurador de arte llamado Fred Roberts. Roberts se preocupaba menos por la ética de la restauración del arte que otros restauradores para los que Keating había trabajado anteriormente. Uno de los primeros trabajos de Keating fue pintar a los niños alrededor de un palo de mayo en una pintura del siglo XIX de Thomas Sidney Cooper que tenía un gran agujero. La mayoría de los restauradores de arte simplemente habrían rellenado las grietas para preservar la autenticidad de la pintura. Su carrera de falsificación surgió del taller de Roberts cuando Keating criticó una pintura hecha por Frank Moss Bennett. Roberts lo retó a recrear una de las pinturas de Bennett. Al principio, Keating produjo réplicas de las pinturas de Bennett, pero sintió que podía hacer aún más. Keating recuerda haber sentido que sabía tanto sobre Bennett que podría comenzar a crear sus propias obras y hacerlas pasar por Bennett. Keating creó su propia pieza tipo Bennett, y estaba tan orgulloso de ella, que la firmó con su propio nombre. Cuando Roberts lo vio, sin consultar a Keating, cambió la firma a FM Bennett y la consignó en la galería del West End. Keating no se enteró hasta más tarde, pero no dijo nada. 
Según el relato de Keating, Jane Kelly fue instrumental en la circulación de sus falsificaciones en el mercado del arte. Con Palmer siendo una de sus mayores inspiraciones, creó casi veinte Palmers falsos. Keating y Kelly luego decidieron las tres mejores falsificaciones y Kelly las llevó a especialistas de la galería para la subasta. 
En 1962, Keating falsificó el autorretrato de Edgar Degas.
En 1963, comenzó su propia escuela informal, enseñando técnicas de pintura a adolescentes a cambio de tabaco o libros de arte de segunda mano. Aquí es donde Keating, a la edad de 46 años, conoció a Jane Kelly, a la edad de 16 años, una estudiante suya. Kelly realmente disfrutó de la "clase" de Keating y convenció a sus padres de que le pagaran a Keating una libra/día por instrucción a tiempo completo. Ella se apegó especialmente a él y finalmente se convirtieron en amantes y socios comerciales. Cuatro años después, los dos comenzaron una vida juntos en Cornwall, donde comenzaron un negocio de restauración de arte. 

## Falsificaciones
Keating percibió que el sistema de la galería estaba podrido, dominado, dijo, por la "moda vanguardista estadounidense", con críticos y traficantes a menudo conspirando para llenarse sus propios bolsillos a expensas de coleccionistas ingenuos y [de] artistas empobrecidos". Keating tomó represalias creando falsificaciones para engañar a los expertos, con la esperanza de desestabilizar el sistema. Keating se consideraba socialista y utilizó esa mentalidad para racionalizar sus acciones.
Él plantó "bombas de tiempo" en sus productos. Dejó pistas sobre la verdadera naturaleza de las pinturas para que las encontraran otros restauradores o conservadores de arte. Por ejemplo, podría escribir texto en el lienzo con plomo blanco antes de comenzar la pintura, sabiendo que las radiografías revelarían el texto más tarde. Deliberadamente añadió fallas o anacronismos, o utilizó materiales propios del siglo XX. Los copistas modernos de los viejos maestros usan prácticas similares para protegerse de las acusaciones de fraude. 
En el libro de Keating, The Fake's Progress, al hablar de los artistas famosos que falsificó, declaró que "me parecía vergonzoso cuántos de ellos murieron en la pobreza". Razonó que la pobreza que había compartido con estos artistas lo calificaba para el trabajo. Agregó: "Inundé el mercado con el 'trabajo' de Palmer y muchos otros, no para obtener ganancias, sino simplemente como una protesta contra los comerciantes que hacen capital de aquellos a quienes estoy orgulloso de llamar a mis hermanos artistas, tanto vivos como muertos".

## Técnica
Dominar el estilo y la técnica de un artista, así como conocerlo muy bien, era una prioridad para Keating. 
El enfoque preferido de Keating en la pintura al óleo fue una técnica veneciana inspirada en la práctica de Tiziano, aunque modificada y ajustada a lo largo de las líneas holandesas. Las pinturas resultantes, aunque requieren mucho tiempo de ejecución, tienen una riqueza y sutileza de color y efecto óptico, y una variedad de textura y profundidad de atmósfera inalcanzable de cualquier otra manera. Como era de esperar, su artista favorito fue Rembrandt. 
Para un "Rembrandt", Keating puede hacer pigmentos hirviendo nueces durante 10 horas y filtrando el resultado a través de la seda; tal coloración eventualmente se desvanecería, mientras que los pigmentos de tierra genuinos no lo harían. Como restaurador, conocía la química de los líquidos de limpieza; entonces, una capa de glicerina debajo de la capa de pintura aseguró que cuando alguna de sus pinturas falsificadas necesitara ser limpiada (como todas las pinturas al óleo necesitan ser, eventualmente), la glicerina se disolvería, la capa de pintura se desintegraría y la pintura - ahora una ruina se revelaría como una falsificación. 
Ocasionalmente, como restaurador, se encontraba con marcos con los números de catálogo de Christie todavía en ellos. Para ayudar a establecer falsas procedencias para sus falsificaciones, llamaba a la casa de subastas para preguntar de quién eran los cuadros que contenían, y luego pintaba los cuadros según el estilo del mismo artista.
Keating también produjo una serie de acuarelas al estilo de Samuel Palmer. Para crear una acuarela Palmer, Keating mezclaría las pinturas de acuarela con goma de árbol glutinoso y cubriría las pinturas con capas gruesas de barniz para obtener la consistencia y textura correctas. Y pinturas al óleo de varios maestros europeos, incluidos François Boucher, Edgar Degas, Jean-Honoré Fragonard, Thomas Gainsborough, Amedeo Modigliani, Rembrandt, Pierre-Auguste Renoir y Kees van Dongen. 

## "Sexton Blakes" de Keating
Sexton Blake es un término acuñado en el Reino Unido del nombre de un detective ficticio, comparable a Sherlock Holmes. En la jerga que rima, el término significa "falso". Como de costumbre, durante un corto tiempo después de su creación, un término de argot tiene una vigencia limitada, ya que solo lo conocen unas pocas personas, generalmente aquellos en el inframundo criminal. Entonces Keating se refirió inicialmente a todas sus falsificaciones como Sextons.

## Revelando el falsificador

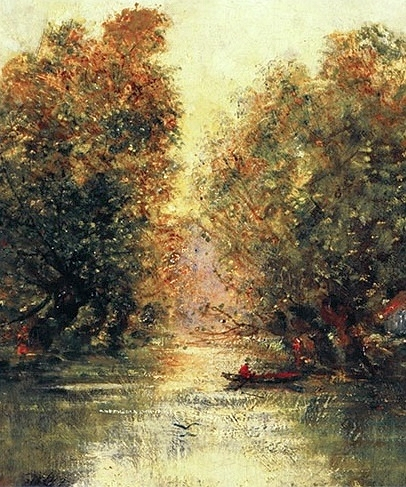
Se afirma que el paisaje del río en la Galería Porczyński en Varsovia, firmado como Alfred Sisley, es la falsificación de Keating

En 1970, los subastadores notaron que había trece acuarelas de Samuel Palmer a la venta, todas ellas representando el mismo tema, el pueblo de Shoreham, Kent. 
Geraldine Norman, corresponsal de la sala de ventas del Times of London, examinó las 13 acuarelas Palmer y las envió a un científico de renombre, Geoffrey Grigson, para que las probara científicamente. Después de una cuidadosa inspección, publicó un artículo declarando que estos "Palmers" eran falsos. Norman recibió consejos sobre quién falsificó estas pinturas, pero no fue hasta que el hermano de Jane Kelly se reunió con Norman y le contó todo sobre Keating, que descubrió la verdad. Poco después, ella condujo a la casa de la que el hermano de Kelly le había hablado y conoció a Keating. Keating le dio la bienvenida y le contó todo sobre su vida como restaurador y artista, sin hablar de su vida como falsificador. También pasó la mayor parte del tiempo despotricando sobre su lucha contra el establishment del arte como socialista de la clase trabajadora. Un poco más de una semana después de su reunión, The Times publicó un artículo escrito por Norman, sobre su vida y las numerosas acusaciones de falsificación en su contra. En respuesta, Keating escribió: "No niego estas acusaciones. De hecho, abiertamente confieso haberlos hecho". También declaró que el dinero no era su incentivo. Aunque Norman fue quien lo expuso, Keating no sintió resentimiento hacia ella. En cambio, dijo que ella era comprensiva, respetuosa de su política radical y que lo apreciaba como artista. 
Cuando un artículo publicado en The Times discutió las sospechas del subastador sobre su procedencia, Keating confesó que eran suyas. También estimó que más de 2,000 de sus falsificaciones estaban en circulación. Los había creado, declaró, como una protesta contra aquellos comerciantes de arte que se enriquecen a expensas del artista. También se negó a enumerar las falsificaciones. 

## La prueba
Después de que Keating y Jane Kelly fueron arrestadas finalmente en 1979, y ambos acusados de conspiración para defraudar y obtener pagos por engaño por valor de £ 21,416. Kelly se declaró culpable y prometió testificar contra Keating. Por el contrario, Keating se declaró inocente, sobre la base de que nunca tuvo la intención de defraudar, sino que simplemente estaba trabajando bajo la guía de los maestros y en su espíritu. Los cargos finalmente se retiraron debido a su mala salud después de que resultó gravemente herido en un accidente de motocicleta. Luego contrajo bronquitis en el hospital, que fue exacerbada por una enfermedad cardíaca y una enfermedad pulmonar, lo que llevó a los médicos a creer que no iba a sobrevivir. El fiscal abandonó el caso, declarando nolle prosequi. Como Kelly ya se había declarado culpable, todavía tenía que cumplir su condena en prisión. Sin embargo, Keating no cumplió tiempo, y poco después de que se retiraron los cargos, la salud de Keating mejoró. Poco después, se le pidió a Keating que protagonizara un programa de televisión sobre las técnicas necesarias para pintar como los maestros. 

## Secuelas
El mismo año que Keating fue arrestado (1977), publicó su autobiografía con Geraldine y Frank Norman. Un artículo de 2005 en The Guardian declaró que después de que se detuvo el juicio, "el público se entusiasmó con él, creyéndole un viejo pícaro encantador". Los años de tabaquismo y los efectos de respirar los vapores de los productos químicos utilizados en la restauración del arte, como el amoníaco, la trementina y el alcohol metílico, junto con el estrés inducido por el caso judicial, habían cobrado su precio. Sin embargo, durante 1982 y 1983, Keating se recuperó y, aunque tenía una salud frágil, presentó programas de televisión sobre las técnicas de los viejos maestros para el Canal 4 en el Reino Unido.
Un año antes de morir en Colchester a la edad de 66 años, Keating declaró en una entrevista televisiva que, en su opinión, no era un pintor especialmente bueno. Sus defensores estarían en desacuerdo. Keating está enterrado en el cementerio de la iglesia parroquial de Santa María la Virgen en Dedham (una escena pintada en numerosas ocasiones por Sir Alfred Munnings ), y su última pintura, El ángel de Dedham, se encuentra en la Biblioteca Muniment de la iglesia.

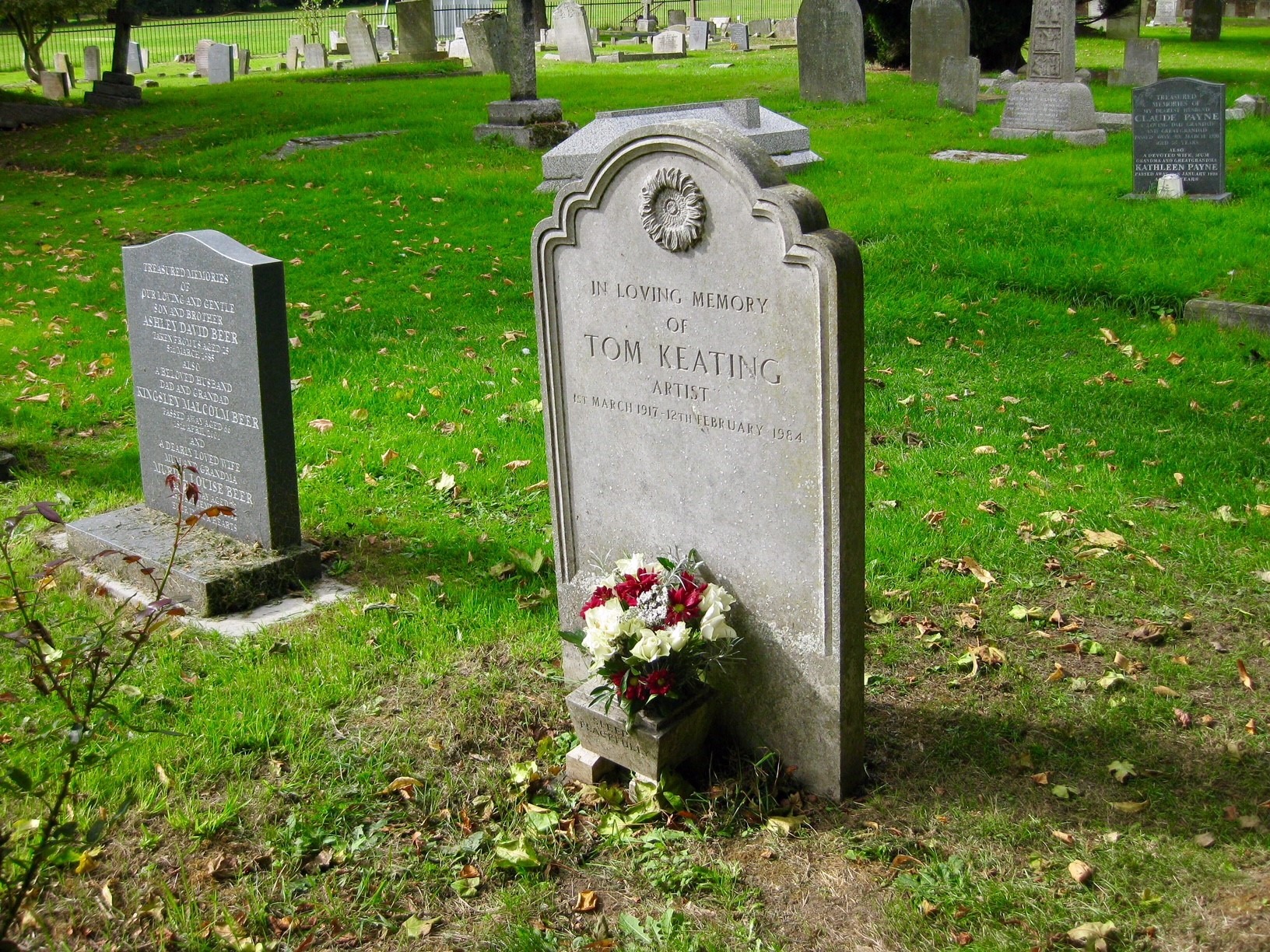
La tumba de Tom Keating en el cementerio de Santa María la Virgen, Dedham, Essex.

Incluso cuando estaba vivo, muchos coleccionistas de arte y celebridades, como el exboxeador de peso pesado Henry Cooper, habían comenzado a coleccionar el trabajo de Keating. Después de su muerte, sus pinturas se convirtieron en objetos de colección cada vez más valiosos. En el año de su muerte, Christie's subastó 204 de sus obras. El monto recaudado de la subasta no se anunció, pero se dice que fue considerable. Incluso sus falsificaciones conocidas, descritas en los catálogos como "después de" Gainsborough o Cézanne, alcanzan altos precios. Hoy en día, los Keatings se venden por decenas de miles de libras. 
Y quizás aún más interesante, hay Keatings falsos. El artículo de The Guardian de 2005 dice: "Las pinturas Dodgy en el estilo original de Keating, que llevan con orgullo lo que parece ser su firma, están llegando al mercado. Si logran engañar, pueden reclamar £ 5,000 a £ 10,000. Pero si se descubren, prácticamente no valen nada, al igual que Keating hace 20 años. Si puede recogerlos por casi nada, pueden ser una mejor inversión que una falsificación Keating original".

## Tom Keating sobre pintores(programa de televisión)
Después de que se desestimó la demanda legal de Keating, se le pidió que protagonizara un programa de televisión llamado Tom Keating en Painters. El programa comenzó a transmitirse en 1982 a las 6:30 p. m. entre semana para atraer una audiencia familiar. En este programa, Keating demostró cómo pintar como los maestros, ilustrando las técnicas y procesos de pintar como artistas, como Tiziano, Rembrandt, Claude Monet y John Constable.

## En la cultura popular
En la película de 2002 The Good Thief, el personaje de Nick Nolte afirma ser dueño de una pintura que Picasso hizo por él después de perder una apuesta, cuando se expone como una falsificación, afirma que Keating la pintó después de reunirse en una tienda de apuestas. 
La cuarta canción, titulada "Judas Unrepentant", en el álbum de 2012 de la banda de rock progresivo Big Big Train English Electric (Primera parte) se basa en la vida de Keating como artista. Según el blog del vocalista de Big Big Train, David Longdon, la canción recorre la vida artística de Keating desde su tiempo como restaurador hasta su muerte y fama póstuma.

## Obras
- Tom Keating, Geraldine Norman y Frank Norman, The Fake's Progress: The Tom Keating Story, Londres: Hutchinson and Co., 1977.
- Obituario de Associated Press para Tom Keating
- Keats, Jonathon, Forged: Why Fakes Are the Great Art of Our Age, Nueva York: Oxford University Press., 2013. (Extracto de Tom Keating publicado por Forbes, 13 de diciembre de 2012).
- Paci, P., "La carrera de un falsificador, Tom Keating - Reino Unido", en Masters of the Swindle: True Stories of Con Men, Cheaters & Scam Artists, editado por Gianni Morelli y Chiara Schiavano, Milano, Italia: White Star Publishers, 2016, páginas 180–84.